# Епархия Гокве
Епархия Гокве (лат. Dioecesis Gokvensis) — епархия Римско-Католической церкви с центром в городе Гокве, Зимбабве. Епархия Гокве входит в митрополию Хараре.

## История
17 февраля 1991 года Святой Престол учредил епархию Гокве, выделив её из епархии Хванге.

## Ординарии епархии
- епископ Michael Dixon Bhasera (1991 — 1999);
- епископ Angel Floro Martínez IEME (1999 — по настоящее время).